# Élections municipales jamaïcaines de 2024
Les élections municipales jamaïcaine de 2024 ont lieu le 26 février 2024 afin de renouveler pour quatre ans les membres des conseils municipaux ainsi que les maires des municipalités de Jamaïque.

## Contexte
Reporté à de nombreuses reprises, le scrutin devait initialement se tenir à l'issue du mandat de quatre ans des conseillers élus en 2016, soit le 29 novembre 2020 avec un délai légal maximum de 90 jours courant jusqu'au 27 février 2021. Fin novembre 2020, cependant, le Parlement vote une extension exceptionnelle d'un an en raison de la pandémie de Covid-19,. L'extension est par la suite renouvelée chaque année, provoquant son report à février 2024,. Courant août 2023, le Premier ministre Andrew Holness s'engage à ne pas reporter davantage le scrutin, dont le financement est inscrit au budget 2023-2024,,. Le 1er février 2024, le scrutin est ainsi fixé au 26 février suivant.

## Résultats
Les résultats s'avèrent serrés. Le Parti travailliste de Jamaïque (JLP), au pouvoir au niveau national, tout comme le Parti national du peuple (PNP), principal parti d'opposition, revendiquent ainsi tous deux la victoire au soir du scrutin.